# テンブロン地区

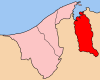
ブルネイにおけるテンブロン地区の位置

テンブロン地区（テンブロンちく、Temburong）は、ブルネイ最東端の地区（マレー語：daerah）である。ブルネイの地区は 日本の都道府県に相当する地方区分である。
テンブロン地区は飛地であり、ブルネイ他地域からマレーシアによって切り離されている。元は他地域と陸続きであったが、19世紀末に内陸側から勢力を拡大したサラワク王国にリムバン川流域を奪われて以降、飛地となった。行政庁所在地はバンガルで、主要な町はプカン・バンガル（Pekan Bangar）。

## 地理
北はブルネイ湾に面し、東・西・南はマレーシアのサラワク州が接する。人口は9,300人、面積は1,166km2。
テンブロン川（Sungai Temburong）がこの地区を流れ、パンダルアン川（Sungai Pandaruan）がマレーシアとの国境をなす。テンブロン地区にある、ブルネイ最高峰のパゴン山もマレーシアとの国境に位置する。

行政庁所在地のバンガルと内陸の村を結ぶ道路の延長は67km、更に村内道路延長は54kmである。

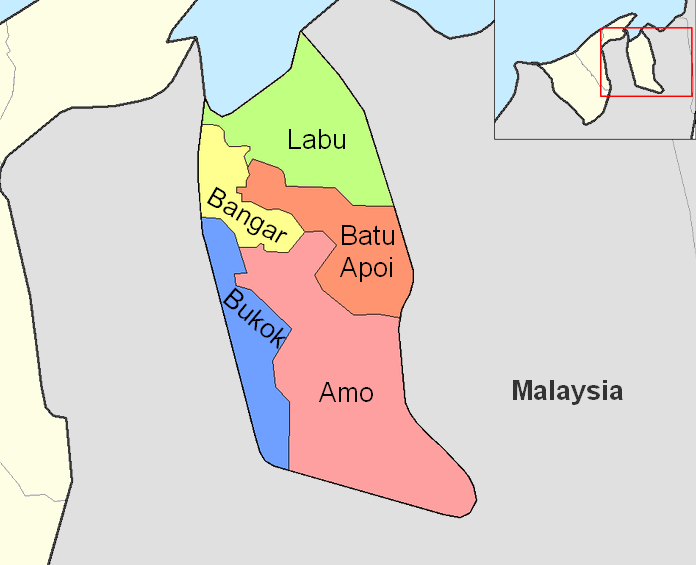
テンブロン地区の郡

テンブロン地区は以下の5つの郡（マレー語：mukim）に分割されている。
- アモ郡（Amo）
- バトゥ・アポイ郡（Batu Apoi）
- バンガル郡（Bangar）
- ボコク郡（Bokok）
- ラブ郡（Labu）

## ウル・テンブロン国立公園
ウル・テンブロン国立公園（Ulu Temburong National Park）は、ブルネイで初めて指定された国立公園で、地区の南部に広がる550km2 の森林地帯である。この国立公園にはボートでしか行くことのできないクアラ・ブラロン熱帯雨林野外調査センター（Kuala Belalong Rainforest Field Studies Centre）という研究機関がある。手つかずの自然が残されていることから、観光客を集めている。
近年、ブルネイ・ダルサラーム大学、クアラ・ブラロン熱帯雨林野外調査センター、スミスソニアン熱帯研究所（Smithsonian Tropical Research Institute）の合弁事業による調査プロジェクトがクアラ・ブラロン地域で25haに渡って実施されている。これはブラロン熱帯雨林体験（Belalong Rainforest Experience）と呼ばれ、香港上海銀行のブルネイ法人の資金拠出によっている。
アウトドアの学校・アウトワード・バウンドの拠点も同国立公園内にある。

## エコツーリズム
今もなお、テンブロン地区の広範囲が原生林に覆われている。これを生かしてテンブロンではエコツーリズムが展開されている。「クティ＝クティ・テンブロン」（Cuti-Cuti Temburong、「テンブロンの休日」の意）などのエコツーリズム促進運動が2008年末から地元の旅行団体「クナリ・ヌガラ・キタニ」（Kenali Negara Kitani、略称：KNK、「あなたの国を知ろう」の意）等によって実施されている。これらの団体は地元や外国からの旅行者がテンブロン地区を旅するのを促している。この促進運動はブルネイ近辺で実施中のハート・オブ・ボルネオ計画により始まった。

## 民生
教育
スルタン・ハッサン中等学校（SM Sultan Hassan）は地区で唯一の中等学校であり、行政庁所在地バンガルにある。これに加え、13の小学校がある。国立図書館のデワン・バハサ・ダン・プスタカ図書館がテンブロン分館を置いている。
健康
1987年に1000万ドルをかけて50床の総合病院、プンギラン・イステリ・ハジャー・マリアム病院（Pengiran Isteri Hajah Mariam Hospital）が開院した。ほかに村の診療所が複数ある。
治安
陸軍のバンガル駐屯地が地区内にある。警察署はバンガルとプニ（Puni）の2ヶ所設置され、プニの方が小さい。
余暇
テンブロン地区で人気のあるスポーツはサッカー、こま回し、ネットボール、セパタクローである。

## 交通
首都バンダルスリブガワンからテンブロン地区の主都バンガルまでは高速ボートで1時間弱である。マレーシア経由で自動車を利用すると2倍程度の時間がかかっていたが、2020年3月に、ブルネイ湾を横断して両地区を結ぶテンブロン橋が開通した。